# Bajt Furik
Bajt Furik (arab. بيت فوريك) – miasto w Autonomii Palestyńskiej (Zachodni Brzeg, muhafaza Nablus). Według danych szacunkowych na rok 2016 liczyło 12 546 mieszkańców.